# Kara-Christin Köhler

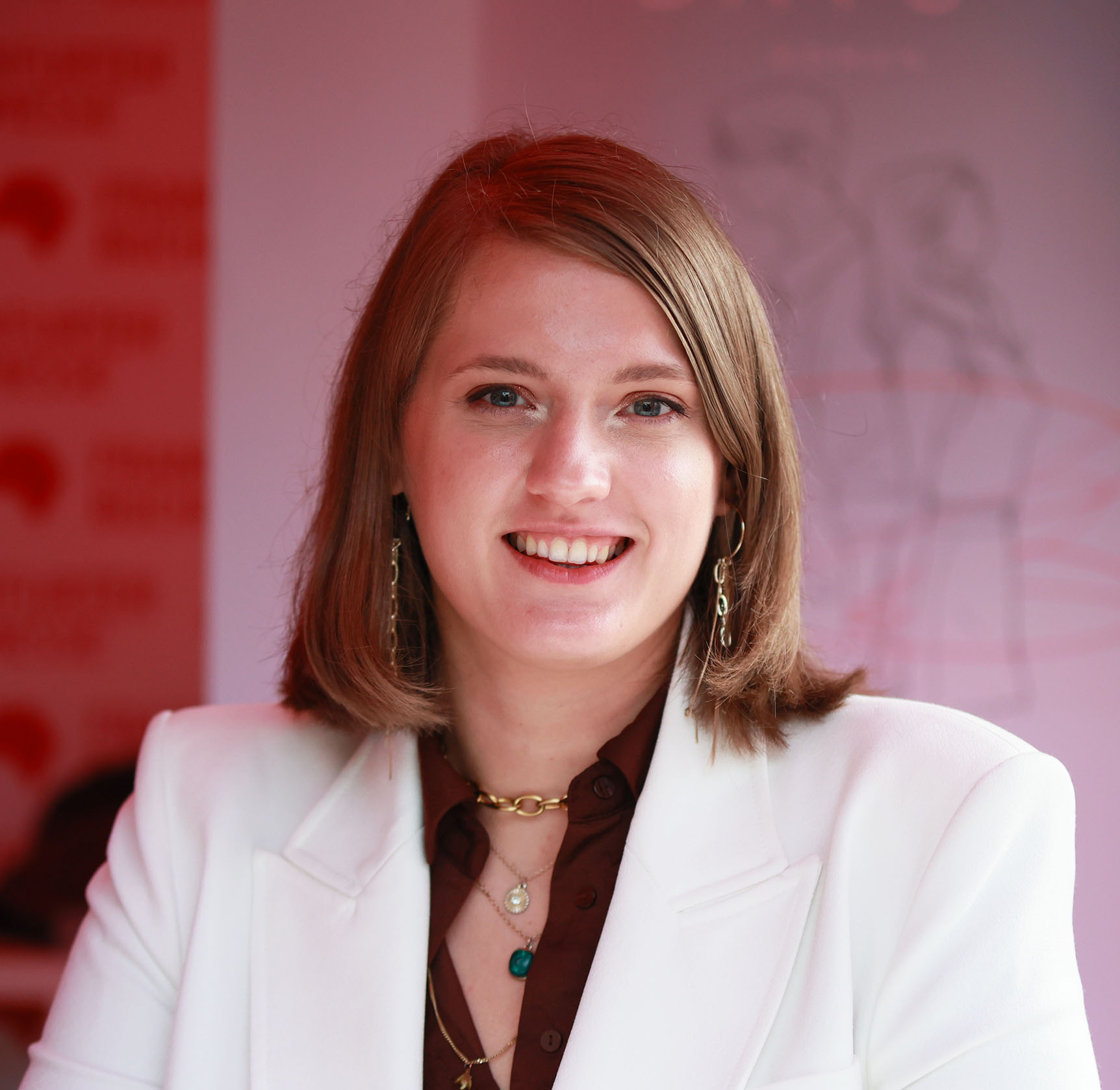
Kara Atkin, Frankfurter Buchmesse (2022)

Kara-Christin Köhler (geboren im Mai 1993), auch bekannt unter ihren Pseudonymen Kara Atkin und K. C. Atkin, ist eine deutsche Autorin von Romance- und Young-Adult-Romanen.

## Leben und Werk
Kara-Christin Köhler wuchs in Osnabrück auf. Sie studierte bis 2020 Psychologie an der Fernuniversität in Hagen und betreibt ein Übersetzungsbüro. Auf Anregung ihrer Mutter nahm sie 2016 noch während ihres Studiums an einer Wettbewerbsausschreibung des Lyx-Verlages, eines Imprints von Bastei Lübbe, für ein Storyboard zum Thema Bad Boys teil und gewann. Lyx verlegte daraufhin im Jahr 2017 ihren Debütroman New York Bastards – In deinem Schatten. Anschließend erschienen zwei weitere Roman-Reihen bei Lyx, die Forever-Trilogie und das Seoul-Duett. Für Juli 2023 ist die Veröffentlichung einer neuen Reihe unter dem Titel The Perfect Fit angekündigt.
Das Pseudonym K. C. Atkin setzt sich aus den Anfangsbuchstaben ihres Vornamens und dem Mädchennamen ihrer Mutter zusammen, das sie 2020 zu Kara Atkin veränderte. Die Autorin geht offen damit um, dass sie Legasthenikerin ist. Köhler lebt und arbeitet in Osnabrück.

## Publikationen

### New York Bastards-Trilogie (als K. C. Atkin)
- New York Bastards – In deinem Schatten. (Band 1). Lyx Verlag, Köln 2018, ISBN 978-3736309098.
- New York Bastards – In deiner Erinnerung. (Band 2). Lyx Verlag, Köln 2018, ISBN 978-3736308015.
- New York Bastards – In deiner Schuld. (Band 3). Lyx Verlag, Köln 2019, ISBN 978-3736308015.

### Forever-Trilogie
- Forever Free – San Teresa University. (Band 1). 4. Auflage. Lyx Verlag, Köln 2020, ISBN 978-3736312982.
- Forever Mine – San Teresa University. (Band 2). 2. Auflage. Lyx Verlag, Köln 2020, ISBN 978-3736313309.
- Forever Close – San Teresa University. (Band 3). 2. Auflage. Lyx Verlag, Köln 2021, ISBN 978-3736313323.

### Seoul-Duett
- Blue Seoul Nights. (Band 1). Lyx Verlag, Köln 2022, ISBN 978-3736316577.
- Golden Seoul Days. (Band 2). Lyx Verlag, Köln 2022, ISBN 978-3736316799.